# 羽澤愼
羽澤 愼（はざわ しん、1990年12月10日 - ）は、日本の俳優。兵庫県出身。身長172cm。

## 略歴
12歳でNHK大阪放送劇団の研究生として入所し、演技の基礎を学んだ。先輩には升毅、國村隼など。

## 人物
- 趣味はクラブマガ、ストレッチ、ブルースハープ。
- 特技は股割、立ちブリッジ、似顔絵作成。製菓衛生師の資格を持ち、菓子作りが得意。パティシエの経験があり自身が作ったケーキなどがぐるなび本に掲載された事もある。WEBクリエイターの資格もある。
- 父親の仕事の関係から、幼少時より宝塚歌劇を頻繁に観劇し、華やかな世界に魅了される。大人達の前でドラマの台詞や物まねを披露して喜ばれていた。
- 舞台『バンク・バン・レッスン』の中根役で脚本・演出家の高橋いさを（劇団ショーマ主宰）から評価されたことで自信を得、自分では気付かなかった自身の個性、キャラクターを再認識出来、その後の自分の立ち位置に非常に役にたっている、とのこと。
- 様々な職種のアルバイト（社員等も含む）経験が豊富で、老若男女問わず個性的な人々と遭遇する機会も多く、それらにまつわる失敗談、美談も豊富に持つ。
- 釈由美子の大ファンで、上京後に同じプロダクションに所属していたことがあるものの、一度も会えなかった。

## 出演

### テレビ
- ロンドンハーツ被害者の会（2008年、テレビ朝日） - 金持ちの直樹 役
- 金曜日のスマたちへ（2009年、TBS） - 再現 ホスト 役
- ハマの静香は事件がお好き（2009年、テレビ東京） - ＰＣの男 役
- ショカツの女 新宿西署 刑事課強行犯係（2010年、テレビ朝日） - 不動産屋営業マン 役
- 赤い霊柩車シリーズ（2010年、フジテレビ） - 鑑識官B 役
- 理由 （2012年、TBS） - 刑事3 役
- 赤い霊柩車シリーズ（2012年、フジテレビ） - 親族の男B 役
- 悪党（2012年、フジテレビ） - 高級クラブのラウンジボーイ 役
- 教訓のススメ（2014年、フジテレビ） - 再現 狩野英孝 マネージャー 役
- 解決!ナイナイアンサー（2014年、日本テレビ） - 箕輪はるかにイチャモンを言うサラリーマン 役

### 映画、Vシネマ
- HEAT（2008年） - 闘鶏場の観客 役
- NOT FOUND 13（2013年） - 川本裕太 役
- NOT FOUND 14（2014年） - 殺人教祖 役
- NOT FOUND外伝（2014年） - 山田誠 役
- NOT FOUND 19（2014年） - 福本智彦 役
- 時空仮面（2014年） - 予備校生 役
- 新任女教師 未熟な進路指導（2014年） - 山下武彦 役
- ママは日本へ嫁に行っちゃダメと言うけれど。（2016年） - ニュースキャスター 役

### 舞台
- バンク・バン・レッスン（2008年、飯田橋スタジオ）
- アイリスに捧ぐ（2008年、川口リリア）
- 愛しきひとよ（2009年、川口リリア）
- 運命の柵（2010年、川口リリア）
- 我が町（2016年、アクターズスタジオ）

### CM
- 東京海上日地動（2008年） - デート中のカップル男
- KDDI「au携帯」（2009年） - 妻夫木聡スタンドイン
- 興和製薬スチール（2013年） - ザ・エージェント
- 日本生命（2014年） - 癌治療中のパパ
- 東芝エレベータ（2014年） - 入社5年目サラリーマン
- アサヒビール（2014年） - 晩酌中の新婚さん
- 三井アウトレットモール（2015年） - 客